# 片岡長正
片岡 長正（かたおか ちょうせい、1887年4月28日 - 没年不詳）は、日本の俳優、元歌舞伎役者、元女形である。芸名の読みは「かたおか ちょうしょう」と表記されることもある。芸名を片岡 長生とするのは誤りである。本名は桑島 莊一郎（くわじま そういちろう）とされるが、桑島 長生（くわじま ちょうせい、くわじま ちょうしょう）、桑島 長正（読み同じ）、桑島 藏一郎（くわじま ぞういちろう）、幸島 喜一郎（こうじま きいちろう）の説もある。幼名は澤村 鶴松（さわむら つるまつ）。旧芸名は桑島 壯一郎（くわじま そういちろう）、久和島 壯一（くわじま そういち）、久和島 莊一（読み同じ）。旧劇を経て横田商会、日活京都撮影所に所属し、尾上松之助の相手役として活躍した名女形として知られる。

## 来歴・人物
1887年（明治20年）4月28日、東京府南豊島郡内藤新宿北裏町（現在の東京都新宿区新宿・歌舞伎町辺り）に生まれる、とされている。『現代俳優名鑑』（揚幕社）には、生年月日は「明治廿年四月廿七日」（1887年4月27日）、出生地は「四谷区内藤新宿北裏町」である旨が記されているが、内藤新宿北裏町は東京市四谷区の編入によって町名消滅しているため、誤りである。また、『映画大観』（春草堂）によれば、生年月日は上記の通りだが、出生地は京都府京都市である旨が記されている。実父の桑島玄哲は医師であった。
1894年（明治27年）、満7歳の時に実父を亡くし、厳格な実母の手で育てられた、とされる。『花形活動俳優内証話』（杉本金成堂）などによれば、実父の死後、現在の福島県いわき市にある赤井嶽薬師（常福寺）に預けられ、満14歳となる1901年（明治34年）まで僧侶として修行を行っていた、とある。1895年（明治28年）、尋常小学校在学中に、芸事が好きだった亡父の影響により芝居を志し、名女形としてならした歌舞伎役者三代目澤村門之助の門下となり、澤村鶴松を名乗って初舞台を踏む。以降、三世門之助と共に宮城県仙台市を中心に東北地方を巡業し、若女形として修行を行っていたが、間も無く帰京して同じく三世門之助の門下だった澤村訥丸、澤村傳次郎、澤村鶴之助らと子供芝居の一座を組織、福島県福島市を中心に再び東北地方を巡業。ところが、不入りのため再び帰京、今度は歌舞伎役者七代目市川八百蔵の内弟子となり、東京府東京市浅草区（現在の東京都台東区）にあった宮戸座に出演。その後、一時は三世門之助のもとに戻ったが、やがて東京府東京市日本橋区（現在の東京都中央区）にあった市村座に出演していた歌舞伎役者澤村村右衛門に見込まれ、急遽村右衛門の弟子となる。ところが、鶴松を養子にしたいとまで可愛がっていた村右衛門が1904年（明治37年）4月13日に数え年46歳で急逝したため、鶴松は間も無く三代目中村歌六・四代目淺尾工左衞門一座に加入し、東京府東京市浅草区にあった国華座に出演。また、嵐芳五郎・四代目嵐冠十郎一座にも加わり、石川県金沢市を中心に北陸地方を巡業する。その後、大阪府大阪市に赴き、歌舞伎役者四代目片岡長太夫の門下となり、初代片岡長正を襲名、同市にあった松島八千代座や天満座に出演した。
1910年（明治43年）、四世長太夫のもとを離れ、かつて四世冠十郎の門下だった映画俳優嵐冠三郎の招聘により、横田商会に入社する。以来、尾上松之助一派に加わり、1912年（大正元年）9月に同所が日活京都撮影所と改称された後も継続入社、市川家久蔵、中村歌枝、そして後に加わった片岡松燕らと共に同所の女形スターとして活躍し、1913年（大正2年）12月に公開された牧野省三監督映画『尼子十勇士』や、1918年（大正7年）4月25日に公開された牧野省三監督映画『矢口の渡』など、松之助映画の殆どに出演した。
『現代俳優名鑑』など一部の資料によれば、京都府京都市千本通出水東入ル（現在の同市上京区）、京都府葛野郡衣笠村（現在の同市北区衣笠）、京都府京都市御前通下長者町下ル東入西三丁（現在の同府同市上京区北町辺り）と転々とし、身長は4尺9寸（約149.5センチメートル）、体重は12貫400匁（約46.5キログラム）、趣味は筑前琵琶である旨が記されている。
1924年（大正13年）10月、同所旧劇部に岩井咲子（歌舞伎俳優澤村金十郎の実娘）、澤村春子などの女優が登場し、また、かつて日活向島撮影所に所属していた新派俳優小栗武雄を松之助映画に起用したことが引き金となり、日活を退社する。退社後、尾上多摩之丞、中村梅昇らと一座を組織し、関西地方を巡業していたが、1925年（大正14年）8月にマキノ派と分裂したばかりの
東亜キネマ等持院撮影所に入社。以降、長正は女形を廃して男優に転向したが、あまり長くは続かず、翌1926年（大正15年）2月にはマキノ・プロダクション御室撮影所に移籍する。芸名も本名の桑島莊一郎から、桑島壯一郎、久和島壯一、久和島莊一と変えながら活動を続けていたが、同所でもあまり役柄には恵まれず、同年6月11日に公開された牧野省三監督映画『お洒落狂女 前後篇』に脇役出演したのを最後に間も無く退社、映画界から一時姿を消した。
マキノ退社後の動向は明らかでないが、芸名を片岡長正に戻して再び地方巡業に出たものと思われ、1932年（昭和7年）12月に京都座で開催された「万歳大会」において、長正は趣味を生かして筑前琵琶を上演したという記録が残っている。その後、1936年（昭和11年）に極東映画社へ入社、密かに映画界に復帰しており、翌1937年（昭和12年）に公開された西藤八耕監督映画『剣豪秋月隼人』まで出演作品が確認出来る。ところが、1937年（昭和12年）に改組された極東キネマ株式会社に継続入社した様子はなく、以後の消息は全く伝えられていないが、1979年（昭和54年）10月23日に発行された『日本映画俳優全集 男優編』（キネマ旬報社）によれば、同誌執筆の時点では、すでに死去したものとされている。また、1940年（昭和15年）に日活太秦撮影所の撮影所長だった池永浩久の発願によって、京都府京都市上京区にある法輪寺に映画関係者400名余りの霊牌が奉祀されたが、その中に長正の名前も刻銘されている。没年不詳。

## おもなフィルモグラフィ
- 『大村益二郎』：監督牧野省三、製作日活京都撮影所、配給日活、1917年9月23日公開
- 『隅田川の仇討』：監督牧野省三、製作日活京都撮影所、配給日活、1918年3月1日公開
- 『先代萩』：監督牧野省三、製作日活京都撮影所、配給日活、1918年3月29日公開
- 『矢口の渡』：監督牧野省三、製作日活京都撮影所、配給日活、1918年4月25日公開
- 『三日月次郎吉』：監督牧野省三、製作日活京都撮影所、配給日活、1918年7月公開
- 『荒木又右衛門』：監督牧野省三、製作日活京都撮影所、配給日活、1918年10月15日公開
- 『豪傑児雷也』：監督牧野省三、製作日活京都撮影所、配給日活、1921年2月1日公開 - 綱手姫
- 『実録忠臣蔵』：監督牧野省三、製作日活京都撮影所、配給日活、1921年3月10日公開 - 苅藻太夫
- 『揚巻と助六』：監督辻吉郎、製作日活京都撮影所、配給日活、1924年1月21日公開
- 『鬼作左衛門の娘』：監督池田富保、製作日活京都撮影所、配給日活、1924年8月1日公開
- 『義人猿飛』：監督丘虹二、製作東亜キネマ甲陽撮影所、配給東亜キネマ、1925年8月26日公開
- 『恋を賭けた武士』：監督悪麗之助、製作東亜キネマ等持院撮影所、配給東亜キネマ、1925年10月19日公開
- 『捕物五変』：監督松屋春翠、製作東亜キネマ等持院撮影所、配給東亜キネマ、1925年11月4日公開
- 『傷痕』：監督長尾史録、製作東亜キネマ等持院撮影所、配給東亜キネマ、1926年2月1日公開 - 島原城主松倉重政